# Катхиявари
Катхиявари — порода лошадей с полуострова Катиавар в западной Индии. Название связано с людьми Kathi этой области. Первоначально лошади долгое время выращивались в пустыне. Они тесно связаны с марварискими лошадьми Раджастхана. На обе породы повлияли импортные арабские лошади. Они встречаются во всех мастях, кроме вороной, и чаще всего гнедые. Катиавари осталось немного. В прошлом они использовались в качестве боевой и кавалерийской лошади. Используется для катания. Регистр пород хранится Ассоциацией коневодов Катхиявари, которая также организует ежегодные выставки.

## Описание породы
Средний рост в холке составляет 147 см, при этом не должен превышать 152 см, так как более высокие лошади могут показаться грубыми. Гнедая масть является наиболее распространенной, за ней следуют серая и саврасая. Саврасые лошади могут иметь отметины. Вороная масть не появляется в породе. Могут встречаться пегие. У Катхиавари вогнутый профиль лица с широким лбом и короткой мордой. Шея и тело пропорциональны и относительно коротки, а голова и хвост высоко подняты. Несмотря на то, что у них хорошие пропорции, многие западные заводчики считают, что у них недостаточно хорошие ноги. Тем не менее, хорошее здоровье является неотъемлемой характеристикой породы. Одной из самых отличительных черт породы являются уши, которые изгибаются внутрь, а иногда накладываются друг на друга. У Катхиавари самые изогнутые уши из всех пород лошадей. В некоторые моменты истории породы заводчики сосредоточивались на сохранении этих изогнутых ушей в ущерб другим, более важным, физическим характеристикам. Как и многие пустынные породы, Катхиавари может питаться минимальным рационом и водой и более устойчив к жаре, чем породы, развитые в более холодном климате. Наряду с обычными аллюрами катхиавари также выполняет быстрый, боковой темп, называемый реваалом. Это энергичная, умная и ласковая лошадь.
Катхиавари тесно связаны с породой Марвари из области Марвар Раджастхана, которая граничит с северным Гуджаратом. Анализ генетического разнообразия группирует эти две породы, в то время как остальные четыре индийские породы лошадей — бхутия, манипури, спити и занискари — образуют отдельную группу. Катхиавари и Марвари также фенотипически похожи; в частности, у них такие же необычные изогнутые уши. Катхиавари не такой высокий, как Марвари, и имеет меньший объем грудной клетки. Катхиавари чаще всего гнедые, в то время как Марвари обычно вороные. Катхиавари, как правило, имеют небольшие отличия от Марвари в строении морды. Катхиавари также напоминает арабскую лошадь, которая внесла значительный вклад в развитие породы.

## История породы

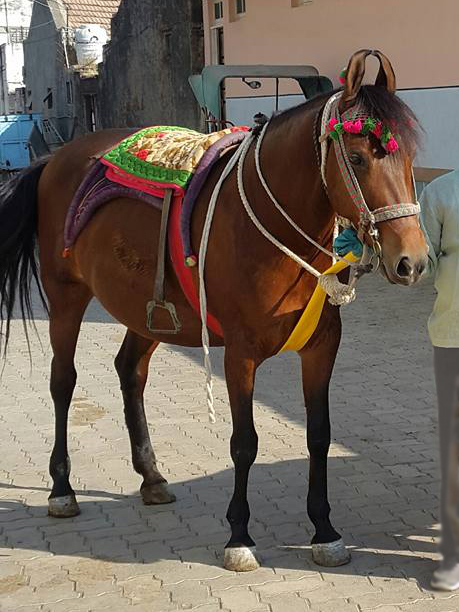
Лошадь Катхиавари

Происхождение Катхиавари неизвестно. Существовали местные лошади на западном побережье Индии до прибытия в начале шестнадцатого века турко-монгольских захватчиков, которые позже основали Империю Великих Моголов. Начиная с царствования Моголов и продолжая во время британского владычества, арабские лошади были импортированы в Индию и скрещены с местными породами. Так были созданы предки современной породы Катхиавари. Катхиавари, возможно, также были под влиянием монгольской лошади. Традиционно, благородные семьи специализировались на создании своей собственной линии породы лошадей, называя свои линии в честь кобылы-основательницы; 28 из этих линий все еще существуют. Эти благородные дома избирательно разводили лошадей, которые могли противостоять экстремальным температурам, питаться с минимальным рационом, нести человека с оружием и доспехами в течение длительных периодов на пересеченной местности, и при этом быть быстрыми и ловкими. Они разводили лошадей ради создания ловких, лоснящихся особей, которые были бы идеальны для войны, а Катхиавари славился своей верностью и храбростью в битве, часто защищая своих наездников, даже когда их ранили сами. Это разведение сохранялось до независимости Индии.
Хотя лошадей Катхиавари все еще в основном разводят на полуострове Катхиавар, они также встречаются в штатах Махараштра и Раджастхан. Ассоциация коневодов Катхиавари ведет реестр. Правительство Гуджарата поддерживает конные заводы в одиннадцати различных местах; один в Джунагаде содержит и кобыл, и жеребцов, и ему поручено сохранить породу, в то время как другие десять содержат жеребцов Катхиавари, которые используются для улучшения местного запаса других или смешанных пород. В 2007 году только около 50 Катхиавари содержались частными заводчиками. В настоящее время регион Панчала известен своими лошадями Катхиавари, часто производящими самых красивых лошадей породы.
В 2007 году FAO признал статус сохранения Катхиавари как «не подверженный риску». В DAD-IS не сообщалось о количестве пород с 1997 года, когда их было около 7500. Стандарт породы был разработан в 2008 году.

## Применение
В прошлом Катхиавари считался хорошей кавалерийской лошадью. Он использовался кавалерией Государства маратхов, а затем — до конца Первой мировой войны — индийской армией. В наши дни он используется как верховая лошадь или как упряжная. Иногда они используются индийскими полицейскими силами. В 1995 году ежегодная выставка породы была организована ассоциацией породы.